# Jim Ochowicz

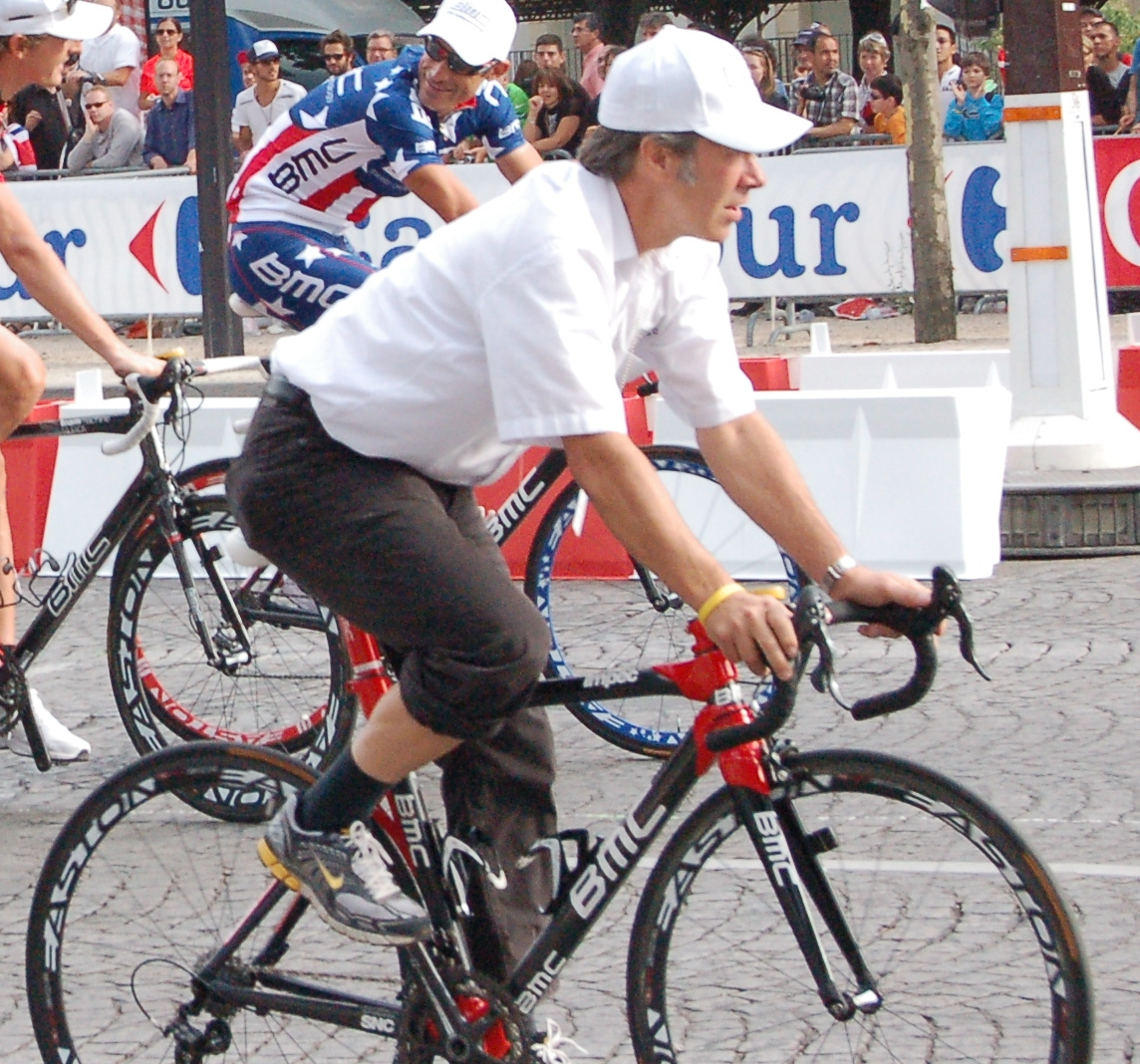
Jim Ochowicz bei der Tour de France 2010 auf den Champs Elysées

James Lionel „Jim“ Ochowicz (* 23. Dezember 1951 in Milwaukee, Wisconsin) ist ein ehemaliger US-amerikanischer Radrennfahrer, späterer Radsportfunktionär und heutiger Radsportmanager.
1972 startete Jim Ochowicz bei den Olympischen Spielen in München in der Mannschaftsverfolgung; das US-amerikanische Team belegte in der Besetzung David Chauner, John Vande Velde, David Mulica und Ochowicz Platz 17. Bei den Bahnradsport-Weltmeisterschaften 1973 kam er mit seinem Team auf den 12. Platz in der Mannschaftsverfolgung.
1981 gründete Ochowicz das erste US-amerikanische Profi-Team 7-Eleven. 1985 startete das Team beim Giro d’Italia und 1986 bei der Tour de France und ebnete damit weiteren US-amerikanischen Profi-Radrennfahrern den Weg in Europa. Ochowicz leitete das Team, das später seinen Namen in Motorola änderte, bis zu seiner Auflösung im Jahre 1996.
Von 2002 bis 2006 war Jim Ochowicz Präsident des US-amerikanischen Radsportverbandes USA Cycling und betreute das nationale Straßenteam bei drei Olympischen Spielen. Von 2007 bis 2020 war über seine Firma Continuum Sports LLC Inhaber und zum Teil General Manager eines Radsportteams, welches zunächst BMC Racing Team und zuletzt CCC Team hieß.
1997 wurde Jim Ochowicz in die United States Bicycling Hall of Fame aufgenommen. Seine Familie ist sportlich sehr geprägt: Er ist der Ehemann der Eisschnellläuferin Sheila Young, Schwager des Radrennfahrers Roger Young, ebenso Schwager der Radrennfahrerin Connie Paraskevin-Young und Vater der Eisschnellläuferin Elli Ochowicz.